# Croton pleytei
Espèce
Croton pleytei est une espèce de plantes à fleurs du genre Croton et de la famille des Euphorbiaceae, présente aux Moluques (Morotai) et à l'est de la Nouvelle-Guinée.